# Petru Durcău
Petru Durcău a fost primar al municipiului Zalău. 